# Королёв, Андрей Николаевич
Андрей Николаевич Королёв (род. 3 января 1977) — российский хоккеист, нападающий.

## Биография
Воспитанник «Кристалла» Электросталь. Играл за клубы «Керамик» Электроугли (1994/95), «Кристалл» / «Элемаш» Электросталь (1994/95 — 1998/99, 2000/01), «Липецк» и «Липецк-2» (1999/2000, 2008/09), «Витязь» Подольск (1999/2000), МГУ (1999/2000), «Ижсталь» Ижевск (2000/01, 2002/03 — 2005/06), «Нефтяник», «Нефтяник-2» (оба — Альметьевск) и ТХК (все — 2001/02), ЦСК ВВС Самара и «Титан» Клин (оба — 2006/07), «Зауралье» Курган (2007/08 — 2008/09).
Участник хоккейного турнира зимней Универсиады 1999.